# Microregione di Porto Velho
Porto Velho è una microregione dello Stato della Rondônia in Brasile, appartenente alla mesoregione di Madeira-Guaporé.

## Comuni
Comprende 7 comuni:
- Buritis
- Campo Novo de Rondônia
- Candeias do Jamari
- Cujubim
- Itapuã do Oeste
- Nova Mamoré
- Porto Velho